# Washington Township (comté de Gloucester, New Jersey)
Pour les articles homonymes, voir Washington Township.
Washington Township est un township américain situé dans le comté de Gloucester au New Jersey.

## Géographie
Washington Township comprend les localités de Bells Lake, Cressville, Dilkesboro, Fairview, Green Tree, Grenloch Terrace, Hurffville, Mount Pleasant, Prossers Mill et Turnersville.
La municipalité s'étend sur 21,60 milles carrés (55,94 km2) dont 0,22 mille carré (0,57 km2) d'étendues d'eau.

## Histoire et patrimoine
Le township de Washington est créé le 17 février 1836 à partir du township de Deptford. Comme plusieurs townships et boroughs du New Jersey, Washington Township est nommé en l'honneur du président George Washington.
En 1844, le township de Washington rejoint le comté de Camden. Il cède une partie de son territoire au township de Monroe en 1859. En 1871, une partie du township retrouve le comté de Gloucester. Les terres restant dans le comté de Camden forment alors le township de Gloucester. Washington Township perd des terres au profit de Gloucester Township en 1926 et 1931.
Washington Township ne compte aucun monument inscrit au Registre national des lieux historiques. Plusieurs sites sont toutefois protégés par le Registre des lieux historiques du New Jersey : le site archéologique 28-Gl-125, le site préhistorique de la ferme Davis, la maison Hurff et ses extensions ainsi que la maison en pierre de George Morgan.

## Démographie
Lors du recensement de 2010, la population de Washington Township est de 48 559 habitants. Elle est estimée à 47 517 habitants au 1er juillet 2018, en baisse de près de 3 % par rapport 2010.
Le revenu par habitant était en moyenne de 39 324 dollars par an entre 2013 et 2017, légèrement supérieure à la moyenne du New Jersey (39 069 dollars) et plus élevé que la moyenne nationale (31 177 dollars). Sur cette même période, 3,7 % des habitants de Washington Township vivaient sous le seuil de pauvreté (contre 9,5 % dans l'État et 11,8 % à l'échelle des États-Unis en 2018). Par ailleurs, 94,0 % de ses habitants de plus de 25 ans étaient diplômés d'une high school et 35,3 % possédaient au moins un bachelor degree (contre 89,2 % et 38,1 % au New Jersey, 87,3 % et 30,9 % aux États-Unis).
| Groupe          | Washington Township (2017) | New Jersey (2018) | États-Unis (2018) |
| --------------- | -------------------------- | ----------------- | ----------------- |
| Blancs          | 87,0                       | 72,0              | 76,5              |
| Afro-Américains | 5,5                        | 15,0              | 13,4              |
| Amérindiens     | 0,1                        | 0,6               | 1,3               |
| Asiatiques      | 4,4                        | 10,0              | 5,9               |
| Océaniens       | 0,0                        | 0,1               | 0,2               |
| Métis           | 2,3                        | 2,3               | 2,7               |
|                 |                            |                   |                   |
| Hispaniques     | 3,9                        | 20,6              | 18,3              |